# Carex tatsiensis
Carex tatsiensis är en halvgräsart som först beskrevs av Adrien René Franchet, och fick sitt nu gällande namn av Georg Kükenthal. Carex tatsiensis ingår i släktet starrar, och familjen halvgräs. Inga underarter finns listade i Catalogue of Life.